# 薈田純一
薈田 純一（わいだ じゅんいち ）は日本の写真家。さまざまな「書棚」や「 雪舟」作庭の庭園を被写体として撮影している。

## 来歴・人物
兵庫県神戸市生まれ。小、中学校時代を米国で過ごす。立教大学経済学部経営学科後、フランスの通信社の写真記者として「NEWSWEEK」「BUSINESS WEEK」「Le Point」などの取材に従事する。退社後はフリーランスとして人物ポートレートなどのほか、「偶景（突然よみがえる日常では忘却された記憶）」をテーマに撮影する。
また、『松岡正剛の書棚』（中央公論新社）で、作家・編集者の松岡正剛がプロデュースした書店「松丸本舗」の全書棚を撮影したことが契機となって、さまざまな
書棚の撮影を始める。その後、ジャーナリスト・ノンフィクション作家・評論家、立花隆の書棚を2年あまりかけて全て撮影し、『立花隆の書棚』（中央公論新社）としてまとめる。
現在も、著名人の書棚に限らずさまざまな書棚を、ひと棚ずつ厳密に撮影した画像をフォトモンタージュの技法で構築してゆく方法で撮影している。
またタイポロジー的な観点から被写体を分割撮影して構築する方法で、常栄寺や医光寺などの雪舟庭園を撮影している。
2022年4月11日〜15日まで、昨年亡くなった立花隆の「追悼 立花隆の書棚展」を文春ギャラリーで開催していた。2010年から週に3〜5回に猫ビルを通い、1年半にかけて撮りためた写真は7722枚に及ぶ。

## 書籍
- 『松岡正剛の書棚』中央公論新社　2010年　ISBN 978-4-12-004132-7（著者　松岡正剛／写真撮り下ろし　薈田純一）
- 『立花隆の書棚』中央公論新社 2013年　ISBN 978-4-12-004437-3（著者　立花隆／写真　薈田純一）
- 『立花隆の書棚』 韓国語版　(주)문학동네　2016年　ISBN 978-89-546-4403-7 （著者　立花隆／写真　薈田純一）https://www.chosun.com/site/data/html_dir/2017/01/20/2017012002591.html
- 『創造される場所または雪舟の庭園 the Creation of Place or Gardens of Sesshu』ビーコンヒルパブリッシャーズ 2023年　ISBN 978-4-9912899-1-0（著者　薈田純一）[8]
- IDEA No.379 ブックデザイナー鈴木一誌の仕事 誠文堂新光社　2017年 雑誌 01429-10 (企画・構成：郡淳一郎，長田年伸 撮影：薈田純一 デザイン：長田年伸) http://www.idea-mag.com/idea_magazine/379/
- 別冊太陽 > 日本のこころ 305　『江戸川乱歩』日本探偵小説の父　2023年　ISBN　978-4-58-292305-6（戸川　安宣 監/写真撮り下ろし　薈田純一　他）https://www.heibonsha.co.jp/book/b618797.html

- 『日本語を書く部屋』　岩波書店　2001年　ISBN 4-00-001765-9（著者　リービ英雄　カバー写真　著者近影　薈田純一）

文庫版ＵＲＬ
- 『越境の声』[10]　岩波書店　2007年　ISBN　978-4-00-022276-1（著者　リービ英雄　カバー写真　薈田純一）
- 『江戸川乱歩新世紀』[11]　ひつじ書房　1919年　ISBN　978-4-89476-971-7　（著者　石川巧　落合教幸　金子明雄　川崎賢子　カバー写真　薈田純一）

## 受賞
- 2005年　第25回新風舎出版賞ビジュアル部門優秀賞「サンクチュアリ」[12]
- 2023年　AAP Magazine 34 Shapes　Particular Merit Award　Ikoji Temple Sesshu Garden from the series 'The Creation of Place or Gardens of Sesshu[13][14]

## 個展・合同展
2002年9月　　新宿コニカプラザ　個展　「Destiny」
2004年6月　　コニカミノルタプラザ　個展　「Visions of Trees」
2007年8月　　コニカミノルタプラザ　個展　「Photosynthesis 夜想樹たち」
2008年8月　　オリンパスプラザ東京　個展　「Primary Days」
2008年12月　オリンパスプラザ大阪　個展　「Primary Days」
2009年4月　　Musse F 表参道　個展　「Visions of Trees」Projected
2011年3月　　表参道画廊　個展　「Book Shelf　松丸本舗の位相」
2011年5月　　オリンパスプラザ東京　個展　「プライベート・チャイナ・旅の記憶」
2011年6月　　オリンパスプラザ大阪　個展　「プライベート・チャイナ・旅の記憶」
2011年11月　 スパイラルホール　「松岡正剛の書棚　松丸本舗の位相」
2012年11月　 プレイスＭ　「立花隆の書棚」
2013年1月　　ペンタックスフォーラム「書棚」
2013年2月　   オリンパスプラザ東京　個展　「新・小説のふるさと」
2013年2月　   オリンパスプラザ大阪　個展　「新・小説のふるさと」
2014年3月　   ギャラリースペースキッズ　個展「書棚」
2016年11月　 エプサイト「エプサイト プライベートラボでつくるインクジェットの本流」日本写真家協会主催合同展
2016年11月　 Gallery NIW　個展　「繁茂」
2019年10月　 リコーイメージングスクエア新宿 ギャラリーI 個展 「新・小説のふるさと」
2020年7月　　エプサイトギャラリー　「Photographer's Masterpiece 絶対鑑賞写真展」エプサイト主催合同展
2020年3月 　  RED Photo Gallery 個展「SESSHU GARDENS」
2020年4月　　文春ギャラリー　追悼展　「追悼　立花隆の書棚展」
2022年11月　 横浜市民ギャラリー 個展「SESSHU GARDENS/雪舟庭園」
2023年2月　  ありかHole　個展　『江戸川乱歩デビュー100周年「うつし世はゆめ、夜の夢こそまこと」』

2023年8月　　目黒区美術館区民ギャラリー 個展「創造される場所または雪舟の庭園」

## 出演
- 2010年10月　松岡正剛主催「連塾」ゲスト　スパイラルホール[27]
- 2012年11月　鈴木一誌ｘ薈田純一　「デザインと写真。二つの視線と書棚の実相」[28]
- 2013年1月　リービ英雄ｘ薈田純一　ペンタックスフォーラム
- 2014年6月　文藝絶佳展関連イベント　トークショー「書棚」「新・小説のふるさと」の試み−ぼくが文学の世界に魅かれる理由　町田市民文学館ことばらんど[29]
- 2023年2月　写真家薈田純一トークイベント「立花隆の書棚展@小石川図書館」[30]